# باستان‌شناسی

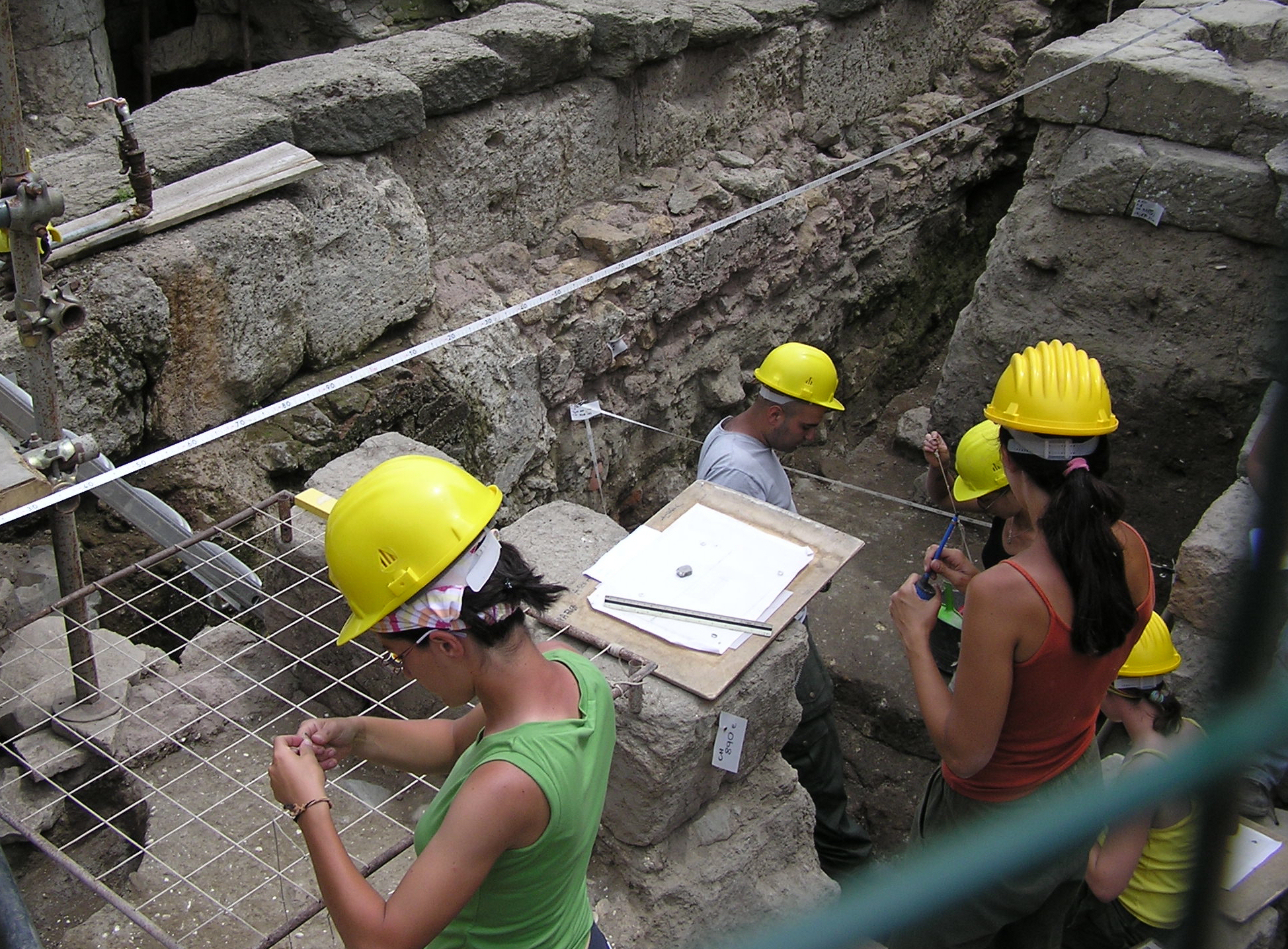
باستان‌شناسان در حال حفاری در رم

باستان‌شناسی شاخه‌ای از دانش است که با بررسی بقایای مادی انسان‌ها مانند ابزارها، سازه‌ها و گورها، به شناخت زندگی و فرهنگ‌های گذشته می‌پردازد. این علم پلی میان تاریخ و انسان‌شناسی است و از روش‌هایی مانند کاوش، تاریخ‌گذاری و تحلیل مواد بهره می‌برد. نکتهٔ جالب اینکه بسیاری از اکتشافات مهم باستان‌شناسی، مانند شهر پمپئی یا لشکر سفالین  چین، به‌طور اتفاقی کشف شده‌اند.

باستان‌شناسی شاخه‌ای از علوم اجتماعی به‌شمار می‌آید که به بررسی گذشته با استفاده از مدارک مادی می‌پردازد. قلمرو باستان‌شناسی از گذشته تا حال را دربرمی‌گیرد. چون همه رویدادها بی‌درنگ پس از رخ دادن، به بخشی از گذشته بدل می‌شود. منابع اطلاعاتی باستان‌شناسی از داده‌های مادی (یا دیگر داده‌هایی) تشکیل می‌شود که به گونه‌ای به انسان مربوط هستند و «آثار فرهنگی» نامیده می‌شوند. برای پژوهشهای باستان‌شناسی سه هدف اصلی را می‌توان در نظر گرفت: بازسازی تاریخ فرهنگ، بازسازی شیوه‌های زندگی گذشته و مطالعه روندهای فرهنگی.

## واژه‌شناسی
واژه انگلیسی archaeology از واژه یونانی arkhaiologia به معنی بحث دربارهٔ چیزهای قدیمی است. اما امروزه معنای آن تغییر کرده و به پژوهش در زمینه گذشته انسان، بر پایه بقایای مادی باقی‌مانده از او، گفته می‌شود. در یونان باستان، در سده‌های نخست پس از میلاد، اصطلاح archaeologist به گروهی از بازیگران تئاتر گفته می‌شد که بر روی صحنه با حرکات صامت افسانه‌های باستانی را بازسازی می‌کردند. واژه archaeology با مفهوم امروزی آن را در سده ۱۷ (میلادی) ژاک اُبسن، طبیب و عتیقه باز اهل لیون، دوباره احیا کرد. او واژه archaeography (باستان‌نگاری) را نیز مطرح کرد. اما این واژه مقبول مردم نیفتاد و وارد مجموعه واژگان نشد.

## پیشینه
قدیمی‌ترین مدرک مبنی بر به‌کارگیری آثار مادی برای بررسی گذشته‌های دور به سده ۶ (پیش از میلاد) بازمی‌گردد؛ یعنی زمانی که فرمانروایی از بابل به حفاری در بناهای اداری دست زد تا به پیشینهٔ آن‌ها پی ببرد. توسیدید، مورخ یونانی دورهٔ کلاسیک در سده ۵ (پیش از میلاد) با پژوهش باستان‌شناسی نشان داد که گورهای جزیرهٔ دلُوس از آنِ اهالی کاریه است و ایشان زمانی این جزیره را در اختیار خود داشته‌اند. توسیدید تاریخ‌نویس یونانی برای نخستین بار اعلام کرد که تاریخ بشر را نباید صرفاً بر پایه آثار مکتوب پیشین نوشت؛ و بناها و اشیای متعلق به دوران‌های گذشته نیز دربردارنده اطلاعاتی هستند که بایستی مورد عنایت قرار گیرند.
رومیان آثار باستانی را مرمت می‌کردند و به نمایش می‌گذاشتند و مردم با آگاهی از این که آثار مزبور یادمان‌های گذشته است، به دیدن آن‌ها می‌شتافتند. در سده ۴ (میلادی)، سنت هلنا در محلی که مسیح به صلیب کشیده شده بود را حفاری کرد تا آثار مربوط به این رویداد را بیابد. در صدر مسیحیت و در قلمرو امپراتوری بیزانس، مردم به یافتن بقایای مادی متعلق به مسیحیان و رومیان علاقهٔ فراوانی از خود نشان می‌دادند. در اواخر امپراتوری بیزانس قانونی به تصویب رسید که به مردم اجازه می‌داد که چنانچه یادمان تاریخی مهمی نظیر تندیس‌های باستانی سراغ دارند که بنایی مزاحم، دورنمای آن را مخدوش کرده، بشخصه آستین بالا بزنند و آن بنا را تخریب کنند. در این دوره نظریات باستان‌شناسی به این محدود می‌شد که از بقایای مادی می‌توان به اطلاعاتی دربارهٔ گذشته دست یافت.
پس از عصر نوزایی، دوران باستان‌دوستی آغاز شد که زمانهٔ فرضیه‌پردازی پژوهش‌گران دربارهٔ آثار و بقایای مادی بود. اما در این دوره پیشرفت نظری اندکی در ارزیابی ارتباط بین آثار فرهنگی و تفاسیر از آن‌ها رخ داد. از سده ۱۵ (میلادی) در ایتالیا و از سده‌ها ۱۶ و ۱۷ در کشورهای شمال غربی اروپا انجمن‌های باستان‌دوستی برپا شد. اشتیاق اروپاییان باستان‌دوست به بررسی گذشته‌ها با سیاحت و استعمار دیگر کشور همراه بود. این امر چشم‌انداز تازه‌ای را در برابر پژوهشگران اروپایی گشود و آنان را به مقایسهٔ بومیان سرزمین‌هایی چون آمریکا با مردم اروپا در دوران پیش از تاریخ یا اوایل دوران تاریخی برانگیخت.
سده ۱۸ (میلادی) شاهد تحولات و رخدادهای دیگری بود. از جمله رُئد در سال ۱۷۱۹ (میلادی) به باستان‌شناسی به عنوان وسیله‌ای قابل اعتماد برای شناخت دوران پیش از تاریخ اشاره کرد. در سال ۱۷۳۴ دومونتفاسون دوران پیش از تاریخ را به دوره‌های کاربرد عصر سنگ، عصر برنز، و عصر آهن تقسیم کرد. علاوه بر این، جفرسون و رُئد به اهمیت لایه‌های خاک و عناصر باستانی چون گورها در گاه‌نگاری پی بردند. با این که این پژوهشگران و دیگرانی چون رابک در سده ۱۷ به بررسی لایه‌های باستانی پرداختند، تا اواخر سده ۱۹ (میلادی) لایه‌نگاری جای خود را در بین پژوهش‌های باستان‌شناختی باز نکرد.

## گونه‌های یافته‌ها
برخی از دسته‌بندی‌های یافته‌ها در محوطه‌های باستان‌شناختی:
| دست‌ساخته artifact  | آنچه بشر ساخته یا شکل داده یا از آن استفاده کرده است، از نوع اشیا، سازه‌ها، وسایل، بافت‌ها، آرایه‌ها، سفالینه‌ها، سلاح‌ها و آثار هنری. هر دست‌ساخته‌ای که از مواد آلی ساخته شده است، مانند چوب، استخوان، عاج، شاخ را دست‌ساختهٔ آلی می‌گویند. هر شیء طبیعی که در ظاهر شبیه به ابزار ساختهٔ دست بشر باشد دست‌ساخته‌نما pseudo-artifact نامیده می‌شود. مشخصهٔ غیرقابل‌تغییر یا متغیر مستقل یک دست‌ساختهٔ معین، شاخصهٔ دست‌ساخته artifact attribute نام دارد. گروهی از دست‌ساخته‌ها که در بسیاری ویژگی‌های ذاتی اشتراک داشته باشد یک گونهٔ دست‌ساخته artifact type را تشکیل می‌دهند.                                                             |
| بوم‌ساخته ecofact   | هرگونه بقایای جانوری یا گیاهی یافت‌شده از یک محوطهٔ باستانی که هیچ‌گونه تغییر ناشی از فناوری در آن وجود نداشته باشد، اما بر گونه‌ای ارتباط فرهنگی دلالت کند بوم‌ساخته نام دارد. هرگونه بوم‌ساخته با منشأ زیستی، مانند چوب و استخوان و عاج و گروه‌های گیاهی را بوم‌ساخته‌های آلی و هرگونه بوم‌ساخته که فاقد منشأ زیست‌شناختی باشد، شامل خاک و مواد معدنی و نظایر آن را بوم‌ساخته‌های معدنی می‌نامند. هرگونه بوم‌ساخته‌ای، شامل نمونه‌های میکروسکوپی که از گیاهان به جا مانده باشد، مانند هاگ‌ها و گَرده‌ها یا نمونه‌های ماکروسکوپی مانند بذرها و تخم‌ها و هسته‌ها و بقایای چوب و شاخ و برگ‌ها تشکیل گیابوم‌ساخته‌ها floral ecofacts را می‌دهند. |
| پدیدار feature     | عنصری در یک محوطهٔ باستانی یا هر واحد باستان‌شناختی مجزا که ساختار یا لایه یا دست‌ساختهٔ مستقلی به‌شمار نمی‌آید و نمی‌توان آن را جابه‌جا کرد، نظیر چاه‌ها، جوی‌ها، و دیوارها، پدیدار نامیده می‌شود. |
| زمین‌ساخته geofact  | هرگونه مادهٔ کانی یا سنگ معدنی که در محوطهٔ باستانی به دست می‌آید و نشان‌دهندهٔ امکان وجود لایه‌های معدنی در نزدیکی محوطه است. |
| باورساخته ideofact | هر یافتهٔ باستان‌شناختی ناشی از فعالیت‌های عقیدتی انسان در گذشته. |
| شأن‌ساخته sociofact | شیء یا نمادی باستان‌شناختی، حاصل کنش‌های اجتماعی انسان، که مرتبهٔ اجتماعی کاربران آن را نشان می‌دهد. |
| فن‌ساخته technofact | |

## باستان‌شناس
باستان‌شناس کسی یا ویژگی کسی است که در دانش باستان‌شناسی تخصص دارد و عهده‌دار درک و تفسیر یک، دو، یا چند شاخه از این دانش است.